# Carlo Cecchelli
Carlo Cecchelli, född 13 oktober 1893 i Rom, död 8 december 1960 i Rom, var en italiensk historiker och arkeolog. Han publicerade en rad verk om bland annat Roms kyrkor, till exempel en återutgåva (1942) av Mariano Armellinis Chiese di Roma dal IV al XIX secolo.